# Elmohardyia amazona
Elmohardyia amazona är en tvåvingeart som först beskrevs av Hardy 1950.  Elmohardyia amazona ingår i släktet Elmohardyia och familjen ögonflugor. Inga underarter finns listade i Catalogue of Life.